# 조희룡
조희룡(趙熙龍, 1789년 ~ 1866년)은 조선 후기의 화가다. 본관은 평양. 자는 치운(致雲), 호는 우봉(又峰), 석감(石憨), 철적(鐵笛), 호산(壺山), 단로(丹老), 매수(梅叟)이며, 서울 출신이다.
그는 1847년에 벽오시사(碧梧詩社)를 결성했으며, 1849년에는 헌종의 명을 받아 금강산을 유람, 이를 소재로 한 시를 지어 바쳤다. 그러나 1851년 조정의 전례 문제에 개입했다는 이유로 임자도로 유배되었으며, 1853년까지 그곳에서 유배 생활을 보내기도 했다.
그는 시와 서예, 그림에 모두 능했는데, 특히 서예에서는 추사체를 잘 썼으며, 그림에서는 난초와 매화를 잘 그렸다.
주요 저서로는 《호산외사 (壺山外史)》, 《해외난묵 (海外蘭墨)》, 《석우망년록 (石友忘年錄)》이 있으며, 주요 작품으로는 《홍매대련(紅梅對聯)》, 《매화서옥도 (梅花書屋圖)》 등이 있다.

## 같이 보기
- 김정희
- 실학